# جوزيه س. مندوزا
جوزيه س. مندوزا هو قاضي فلبيني، ولد في 13 أغسطس 1947 في ليبا في الفلبين.